# The Adventures of Batman & Robin (Computerspiel)

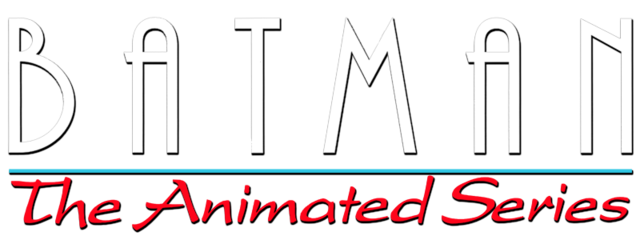

The Adventures of Batman & Robin (Batman: The Animated Series für den Game Boy) ist die Videospielumsetzung der gleichnamigen Zeichentrickserie, welche in den 1990er Jahren für Game Boy, Super Nintendo, Mega-CD, Mega Drive und Game Gear erschienen ist. Die fünf Videospiele wurden von unterschiedlichen Entwicklerstudios programmiert und Herausgebern veröffentlicht. Es handelt sich daher um fünf eigenständige Spielumsetzungen, welche vier verschiedenen Genres zuzuordnen sind.

## Game Boy
Konami war sowohl als Entwickler als auch als Herausgeber verantwortlich. Das Spiel unterscheidet sich zunächst durch seinen Titel. Mit Batman: The Animated Series heißt die Game-Boy-Adaption so, wie die Zeichentrickserie anfangs betitelt wurde, bevor man sie zur zweiten Staffel in The Adventures of Batman & Robin umbenannte. Das Spiel erschien im Jahr 1993.

### Handlung
Nachdem zunächst das Intro der Zeichentrickserie nacherzählt wird, verkündet der Joker direkt an Batman, dass er explodierende Teddybären in Gotham verteilen möchte, um die Bevölkerung am nächsten Tag mit einem freudigen Lachen explodieren zu lassen. Batman macht sich auf, um den Joker zu stoppen.

### Spielprinzip
Der Spieler steuert Batman, in manchen Levels aber auch Robin, durch Gotham City und kämpft im 2D Side-Scroller gegen verschiedene Verbrecher. Stellenweise wird der Soundtrack der Zeichentrickserie nachgestellt.

### Rezeptionen
Die Game-Boy-Adaption von Batman: The Animated Series wurde positiv aufgenommen. Gelobt wurde die düstere Atmosphäre des Spiels und der angenehme Spielfluss. Die Hintergrundmusik sowie die Steuerung wurden zwiespältig bewertet. Weiterhin bemängelten Kritiker die Effekte des Spiels. Unterschiedliche prozentuale Bewertungen können dem Abschnitt Vergleiche und Bewertungen entnommen werden.

## Super Nintendo
The Adventures of Batman & Robin für das Super Nintendo Entertainment System wurde wie auch die Game-Boy-Variante sowohl von Konami entwickelt und publiziert. Es erschien 1994 und ist dem Genre des Action-Adventures zuzuordnen.

### Handlung
Über den Batcomputer empfängt Batman diverse Nachrichten von Alfred, Robin oder von Nachrichtenreporterin Summer Gleeson über verschiedene kriminelle Aktivitäten der bekannten Schurken in Gotham City.

### Spielprinzip
In acht verschiedenen Leveln bewegt sich Batman durch Gotham City und kämpft meist im klassischer 2D Side-Scroller gegen die Widersacher. Manche Level sind actionlastig, bei anderen dominiert der Detektiv- oder Rätselanteil. In einem Level bestreitet man in der Draufsicht eine Autoverfolgungsjagd. Die Missionen von Batman sind teilweise an Episoden der gleichnamigen Fernsehserie angelehnt.
Batman stehen bei seinem Einsatz verschiedenes Equipment zur Verfügung um Gegner auszuschalten oder um sich schneller fortbewegen zu können.
In diesem Spiel steuert man immer Batman. In manchen Levels taucht Robin als NPC auf und unterstützt Batman bei seinem Abenteuer. Grafisch hat man sich an die Zeichentrickserie orientiert und auch der Soundtrack wurde mit den Möglichkeiten des SNES Soundchips nachgestellt. Das Spiel verfügt über drei Schwierigkeitsstufen sowie einem Passwortsystem, das auf der schwersten Stufe jedoch deaktiviert ist.

### Rezeptionen
Die Kritiker lobten The Adventures of Batman & Robin für das SNES vor allem die sehr dichte Atmosphäre des Spiels, grafisch sowie vom Sound. Zudem wurde das abwechslungsreiche Leveldesign hervorgehoben. Kritischer betrachtet wurden einige Animationen und man fand den Schwierigkeitsgrad teilweise nicht fair. Unterschiedliche prozentuale Bewertungen können dem Abschnitt Vergleiche und Bewertungen entnommen werden.

## Mega-CD
Nachdem The Adventures of Batman & Robin auf zwei Nintendo-Plattformen erschien ist, wurden 1995 auch Versionen für Sega-Systeme veröffentlicht. Anders als bei Nintendo war Konami hier nicht beteiligt. Das Spiel für das Mega-CD wurde von Clockwork Tortoise entwickelt und von Sega selbst herausgegeben.

### Handlung
Batman konnte Poison Ivy bei einem Banküberfall stellen und erfährt, dass Robin und Commissioner Gordon entführt wurden. Batman begibt sich auf die Suche nach seinen Freunden.

### Spielprinzip
Bei The Adventures of Batman & Robin für Mega-CD werden die Möglichkeiten der CD genutzt um viele, der Zeichentrickserie nachgeahmte Zwischenszenen zu zeigen. Das Spiel selbst ist eine Art Rennspiel, indem das Batmobil oder auch der Batwing von der Third-Person-Perspektive gesteuert wird. Man fährt durch die Straßen von Gotham City, muss dem Verkehr und anderen Hindernissen ausweichen.

### Rezeptionen
The Adventures of Batman & Robin für das Mega-CD wurde eher negativ aufgenommen. Man lobte zwar die gelungenen Zwischensequenzen und fand das eigentliche Rennspiel solide, hielt es aber im Kontext eines Batman-Abenteuers für unpassend. Unterschiedliche prozentuale Bewertungen können dem Abschnitt Vergleiche und Bewertungen entnommen werden.

## Mega Drive
The Adventures of Batman & Robin für das Sega Mega Drive (in den USA Sega Genesis) wurde ebenfalls von Clockwork Tortoise entwickelt und Sega veröffentlicht.

### Handlung
Der Widersacher Mr. Freeze möchte die Stadt Gotham einfrieren und Batman muss das verhindern. Um die maskierte Fledermaus zu beschäftigen, hat Freeze zusätzliche Schurken befreit und auf Batman gehetzt.

### Spielprinzip
Zu Beginn kann der Spieler wählen, ob er die Level mit Batman oder Robin bestreiten möchte. Ein kooperativer Zweispielermodus gemeinsam mit Batman und Robin ist ebenfalls möglich. Während des Spiels ist es in jedem Level die Aufgabe, die Gegner auf einem Bildschirm auszuschalten. Ist dies erledigt, so kann der Spieler zum nächsten Bildschirm voranschreiten.

### Rezeptionen
Die Mega-Drive-Umsetzung von The Adventures of Batman & Robin wurde eher positiv aufgenommen. Es wurde einheitlich die grafische Präsentation des Spiels gelobt. Kritischer empfanden manche Magazine den Schwierigkeitsgrad, zudem wurde das Gameplay als zwar spaßig aber eintönig eingestuft. Unterschiedliche prozentuale Bewertungen können dem Abschnitt Vergleiche und Bewertungen entnommen werden.

## Game Gear
Segas Handheld, der Game Gear erhielt 1995 ebenfalls eine Adaption von The Adventures of Batman & Robin. Das Spiel wurde anders als seine beiden Sega-Brüder von Novotrade International entwickelt.

### Handlung
Der Joker hat mit weiteren bekannten Schurken Robin entführt. Batman versucht ihn aus den Fängen des Verbrecherclowns zu befreien.

### Spielprinzip
In der Spielhandlung wurde Robin vom Joker entführt und Batman muss diesen befreien.
In vier verschiedenen Levels kämpft sich Batman durch Gotham City. Springt auf verschiedene Plattformen und kämpft entweder mit den Fäusten oder mit seinem Bumerang gegen die Widersacher. Entgegen dem Mega Drive Vorgänger ist das Spiel grafisch mit den Möglichkeiten des Game Gears an der Zeichentrickserie angelehnt, musikalisch werden jedoch, wie bei den anderen Sega-Adaptionen, andere Melodien verwendet.

### Rezeptionen
Zwar wurde das Spiel als grafisch durchaus ansprechend angesehen, aber es kranke an den Limitierungen der Handheldkonsole. Unterschiedliche prozentuale Bewertungen können dem Abschnitt Vergleiche und Bewertungen entnommen werden.

## Vergleiche und Bewertungen
Die fünf Videospiele unterscheiden sich stark voneinander. Diese Tabelle soll diverse Unterschiede zusammenfassen. Weiterhin werden verschiedene Bewertungen der einzelnen Spiele aufgelistet.
|                          | Game Boy    | SNES             | Mega-CD   | Mega Drive  | Game Gear   |
| ------------------------ | ----------- | ---------------- | --------- | ----------- | ----------- |
| Erschienen               | 1993        | 1994             | 1995      | 1995        | 1995        |
| Genre                    | Plattformer | Action-Adventure | Rennspiel | Beat ’em up | Plattformer |
| Spieleranzahl            | 1           | 1                | 1         | 1 bis 2     | 1           |
| Passwortfunktion         |             | ja               |           |             |             |
| Level                    | 5           | 8                | 6         | 4           | 4           |
| Bewertungen (Auswahl)    |             |                  |           |             |             |
| Computer and Video Games | 84 %        | 91 %             |           | 71 %        |             |
| Game Players             | 70 %        | 80 %             |           | 66 %        |             |
| Video Game Critic        |             | 83 %             | 25 %      | 33 %        |             |
| GamePro (US)             |             | 80 %             | 30 %      |             | 50 %        |
| MAN!AC                   |             | 78 %             | 57 %      | 68 %        |             |
| Joypad                   | 88 %        |                  |           |             | 82 %        |
| MobyGames ⌀              | 78 %        | 80 %             | 55 %      | 73 %        | 71 %        |